# Bayview, North Carolina
Bayview är en ort i Beaufort County i delstaten North Carolina, USA.